# Sigitas Geda
Sigitas Zigmas Geda (* 4. Februar 1943 in Paterai, Landkreis Lazdijai; † 12. Dezember 2008 in Vilnius) war ein litauischer Schriftsteller und Übersetzer und eine der führenden Personen des literarischen Lebens des wieder unabhängigen Litauens nach 1990. In der Zeit des gesellschaftlichen Umbruchs 1988–1990 war er in führender Position in der Erneuerungs- und Unabhängigkeitsbewegung Sąjūdis tätig. 

## Familie, Ausbildung, Berufliches
Sigitas Geda wurde in der südlichen litauischen Region Suvalkija geboren. Nach Abschluss der Schule begann er ein Studium der Lituanistik und der Literaturwissenschaften in Vilnius, das er 1966 abschloss. Seine Mitarbeit bei den Zeitschriften Kalba Vilnius und Mūsų gamta (Unsere Natur) wurde wegen unbotmäßiger Ansichten 1976 beendet. Ab 1992 arbeitete er bis zu seinem Tod als Literatur-Redakteur der Kulturzeitschrift Šiaurės Atėnai (Athen des Nordens). Er starb eines natürlichen Todes in seiner Wohnung in Vilnius, nachdem er noch am Vortag im Gericht (s. u.) über Bluthochdruck geklagt hatte.

## Schriftsteller
Ab 1966 trat er als Schriftsteller in Erscheinung, seine erste Veröffentlichung war der Gedichtband Die Füße. Im folgenden Jahr wurde er Mitglied des litauischen Schriftstellerverbandes. Es folgten weitere Gedichtbände, Theaterstücke und Lyrik-Übersetzungen. Mit dem beginnenden gesellschaftlichen Wandel der Perestroika ab 1985 stieg auch Gedas Bekanntheit in der Öffentlichkeit. Für den Gedichtband Varnėnas po mėnulio (Der Star unterm Mond, 1984) wurde er mit dem Litauischen Staatspreis ausgezeichnet. Es folgten als bekannteste Werke Septynių vasarų giesmės (Die Lieder von sieben Sommern, 1991) und Babilono atstatymas (Der Bau von Babel, 1994), für die er 1995 mit dem Nationalpreis ausgezeichnet wurde. 2002 wurde sein Gedichtband Sokratas kalbasi su vėju (Sokrates unterhält sich mit dem Wind) vom Litauischen Schriftstellerverband als bestes Buch des Jahres 2001 ausgezeichnet. Übersetzungen seiner Werke erfolgten ins Russische, Polnische, Lettische, Norwegische, Schwedische und auch ins Deutsche (Gedichte, Baltos lankos, Vilnius, 2002). Daneben übersetzte er zahlreiche Dichter ins Litauische (u. a. Dante Alighieri, Paul Celan und Johannes Bobrowski).

## Werkcharakterisierung
Sigitas Gedas Werk ist geprägt von der Suche nach dem Verbindenden über alle Zeiten hinweg und zwischen Kosmos, Erde und Mensch. Ihn interessiert, was bleibt in der ständigen Erneuerung der Welt, dem Werden und Vergehen. In seinen Gedichten werden Mythen, Geschichte und Alltagserleben verwoben. Geda war sehr interessiert an der Herkunft der Sprache, spielte mit ihr und mit den unterschiedlichsten lyrischen Formen: klassischer Vierzeiler, Sonette, fernöstliche Haiku. Seine Gedichte versprühen Geisteswitz und Lebendigkeit.

## Sąjūdis-Aktivist
Mit dem Aufbrechen der kommunistischen Strukturen infolge von Glasnost und der erstarkenden Protestbewegung in Litauen avancierte Geda zu einem ihrer bekanntesten Protagonisten. Er war einer der 35 Mitglieder der Initiativgruppe von Sąjūdis im Juni 1988. In dieser Zeit fungierte er auch als Sekretär des litauischen Schriftstellerverbandes (1988–1990).

## Prozess wegen Körperverletzung
Im Jahre 2007 musste er sich wegen Körperverletzung an seiner Tochter Uršulė vor Gericht verantworten. Er wurde schuldig befunden, seine Tochter im Streit am 18. Januar 2007 mit einem Messer angegriffen zu haben und dafür zu drei Jahren Freiheitsstrafe im offenen Vollzug verurteilt. Einen Tag vor seinem Tod hatte er vor dem Berufungsgericht seine Schuld eingestanden und, unterstützt von seiner Tochter, wegen seiner schlechten Gesundheit um Haftverschonung angesucht. Sigitas Geda war seit längerem alkoholabhängig.

## Preise
- Preis des Litauischen Schriftstellerverbands